# 한영미
한영미는 대한민국의 텔레비전 드라마 작가이다. 

## 드라마
- 2017년 ~ 2018년 SBS 아침 일일연속극 《해피시스터즈》 ... 집필
- 2023년 ~ 2024년 KBS2 저녁 일일연속극 《우아한 제국》 ... 집필